# Cerstin Petersmann
Cerstin Petersmann   (Dortmund, 27 de novembre de 1964) és una exremadora alemanya que va competir durant les dècades de 1980 i 1990. Fins a la reunificació alemanya ho va fer sota bandera de la República Federal Alemanya.
El 1988 va prendre part en els Jocs Olímpics de Seül, on fou setena en la prova del vuit amb timoner del programa de rem. Quatre anys més tard, als Jocs de Barcelona, guanyà la medalla de bronze en la mateixa prova del vuit amb timoner del programa de rem. En el seu palmarès també destaca una medalla de plata i una de bronze al Campionat del món de rem.